# Марковский, Владимир Юрьевич
Владимир Юрьевич Марковский (род. 19 августа 1969, Биробиджан) — советский и российский спортсмен (тяжёлая атлетика, пауэрлифтинг), мастер спорта СССР (тяжёлая атлетика) (1988), мастер спорта СССР (пауэрлифтинг) (1990), мастер спорта России международного класса (пауэрлифтинг) (1992), единственный в Еврейской автономной области обладатель почётного спортивного звания «Заслуженный мастер спорта России» (пауэрлифтинг) (1996), четырёхкратный серебряный призёр чемпионатов мира (1993—1996), трёхкратный чемпион Европы (1994—1996) и серебряный призёр чемпионата Европы по пауэрлифтингу (1997).

## Начало занятий спортом — 1976 год
- шахматы;
- настольный теннис;
- лёгкая атлетика.

## Начало занятий тяжёлой атлетикой — 1980 год

### Лучшие достижения в весовой категории до 90 кг
- 1988 год, выполнение норматива «Мастер спорта СССР» на чемпионате Сибири и Дальнего Востока в Хабаровске, рывок — 145 кг, толчок — 187,5 кг, сумма — 332,5 кг;
- 1989 год, 2 место в соревнованиях на Кубок Сибири и Дальнего Востока, город Комсомольск-на-Амуре; рывок — 155 кг, толчок — 190 кг, сумма — 345 кг.

## Начало занятий пауэрлифтингом — 1990 год
1990 год, выполнение норматива «Мастер спорта СССР» на чемпионате России в Нижнем Тагиле, сумма — 710 кг в весовой категории до 90 кг.

## Лучшие достижения в весовой категории до 100 кг

### 1992 год
- первенство России среди юниоров, Екатеринбург, выполнение норматива «Мастер спорта России международного класса», приседания 320 кг, жим лёжа — 200 кг, тяга становая — 320 кг, сумма — 840 кг (всё — без экипировки), 1 место в весовой категории, 1 место в абсолютном первенстве;
- первенство Европы среди юниоров, Будапешт/Венгрия, 3 место в сумме — 802,5 кг (без экипировки).

### 1993 год
- Кубок России по силовому троеборью и чемпионат России по жиму лёжа, Челябинск, 1 место в сумме троеборья, 1 место в жиме лёжа;
- 23-й чемпионат мира, Йёнчёпинг/Швеция, 2 место в сумме (первый — Э. Коэн, США), 3 место в приседании, 2 место в тяге.

### 1994 год
- чемпионат России, Сургут, 1 место;
- 17-й чемпионат Европы, Питео/Швеция, 1 место в сумме;
- 24-й чемпионат мира, Йоханнесбург/ЮАР, 2 место в сумме (первый — Э. Коэн, США), вторые места в приседании, жиме лёжа, тяге.

### 1995 год
- Кубок России, Йошкар-Ола, 1 место;
- 18-й чемпионат Европы, Москва, 1 место в сумме;
- 25-й чемпионат мира, Пори/Финляндия, 2 место в сумме (первый — Э. Коэн, США), 2 место в приседании, 3 место в тяге.

### 1996 год
- 19-й чемпионат Европы, Шиофок/Венгрия, 1 место в сумме;
- 26-й чемпионат мира, Зальцбург/Австрия, 2 место в сумме (первый — Я. Тойванен, Финляндия), 1 место в приседании.

### 1997 год
- чемпионат России, Сыктывкар, 1 место;
- 20-й чемпионат Европы, Бирмингем/Великобритания, 2 место в сумме (первый — К. Кристофферсен, Норвегия), 1 место в приседании, 3 место в жиме лёжа, 2 место в тяге.

### 1999 год
- чемпионат России, Гай, 1 место.

## Лучшие официальные результаты в движениях и сумме
- приседания, 387,5 кг (1999, Гай, чемпионат России);
- жим лёжа, 222,5 кг (1993, Челябинск, Кубок России по силовому троеборью и чемпионат России по жиму лёжа);
- тяга, 345 кг (1994, Сургут, чемпионат России);
- сумма, 930 кг (1999, Гай, чемпионат России).

## Награды
- Медаль «В память 30-летия Игр XXII Олимпиады 1980 года в г. Москве» (2010 год) — за значительный вклад в развитие спорта и международного спортивного сотрудничества, пропаганду здорового образа жизни;
- Памятная медаль «XXII Олимпийские зимние игры и XI Паралимпийские зимние игры 2014 года в г. Сочи» (2014 год) — за значительный вклад в подготовку и проведение XXII Олимпийских зимних игр и XI Параолимпийских зимних игр 2014 года в г. Сочи.

## Образование
- Хабаровский государственный институт физической культуры, специальность — физическая культура и спорт, квалификация — тренер-преподаватель по тяжелой атлетике (1992).

## Фотографии

Тяжёлая атлетика (1986—1989)
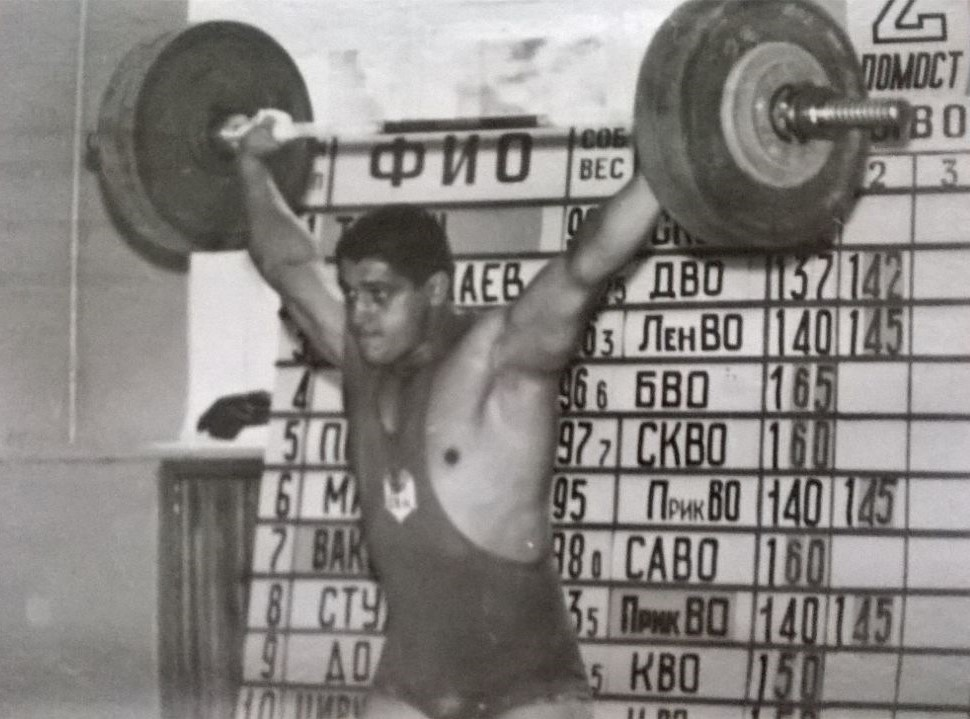
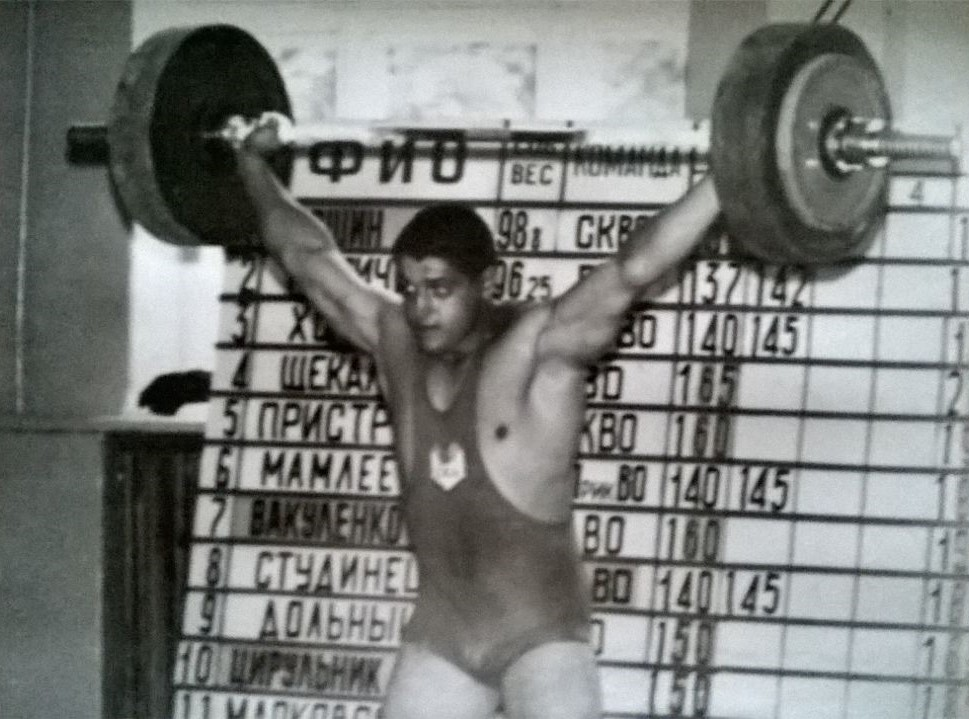
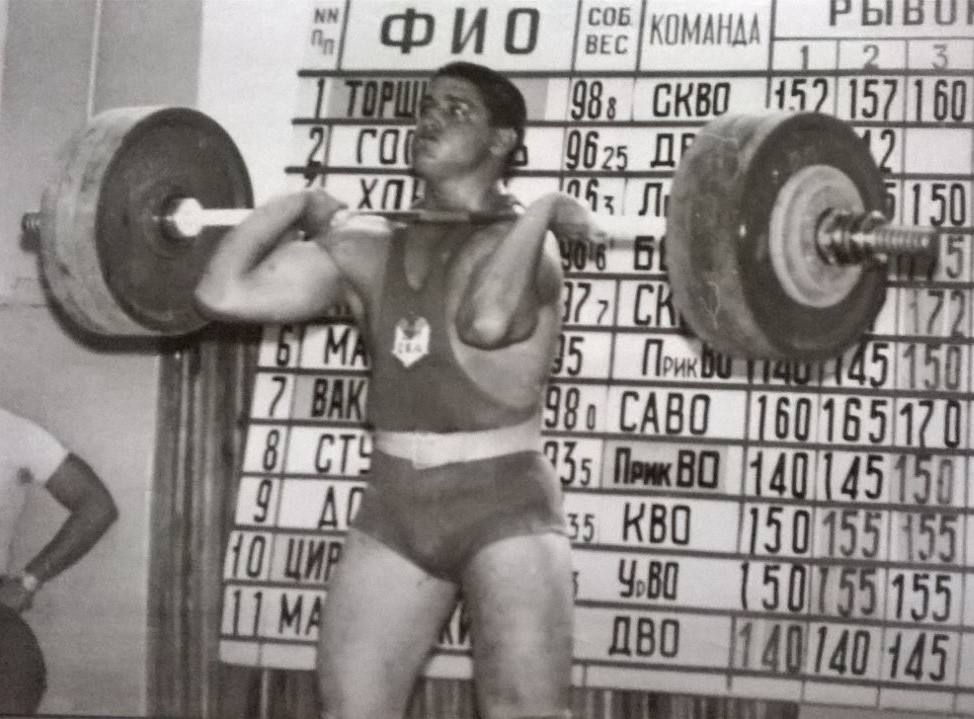
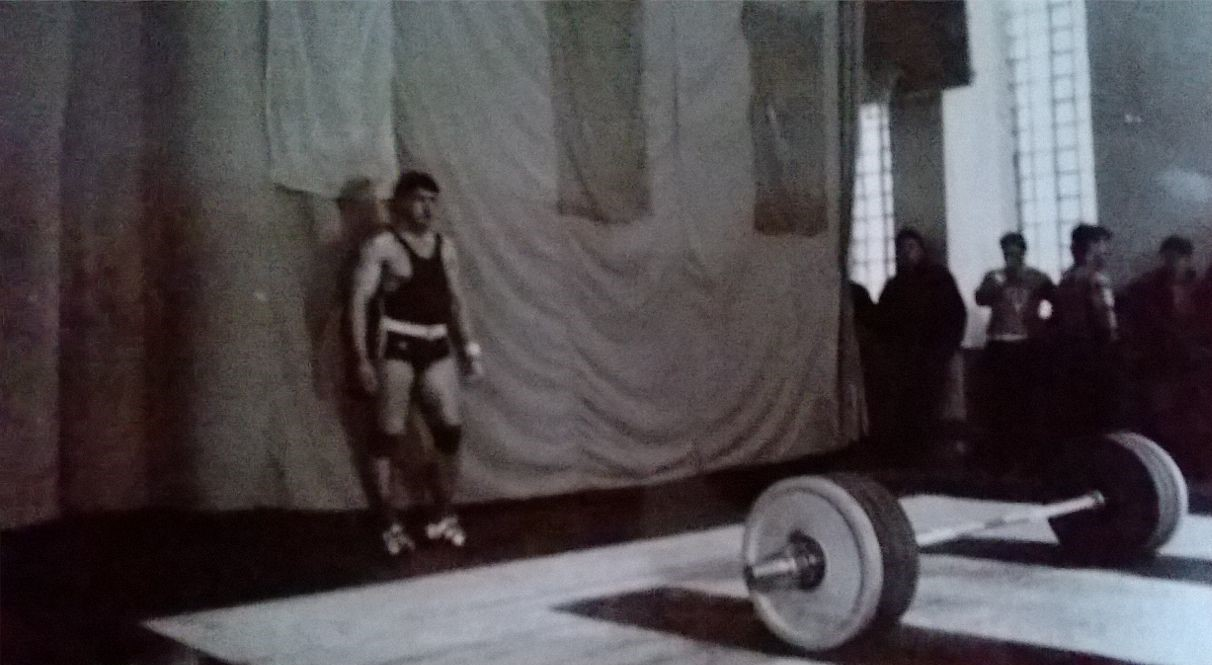
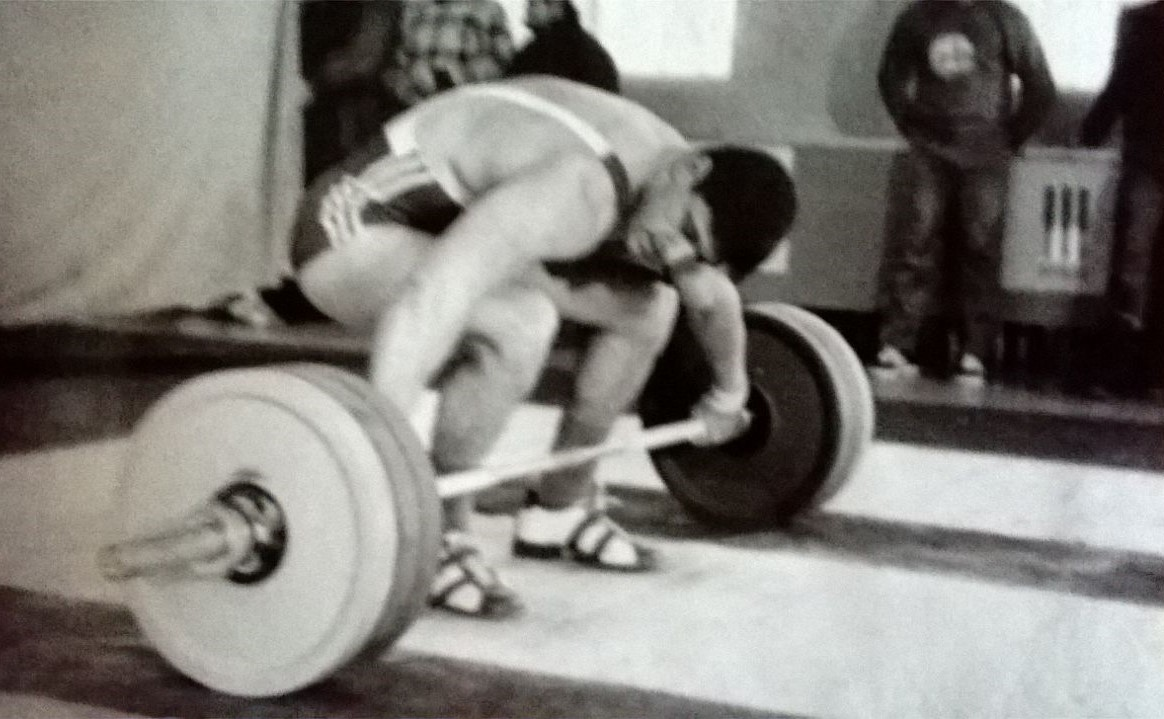
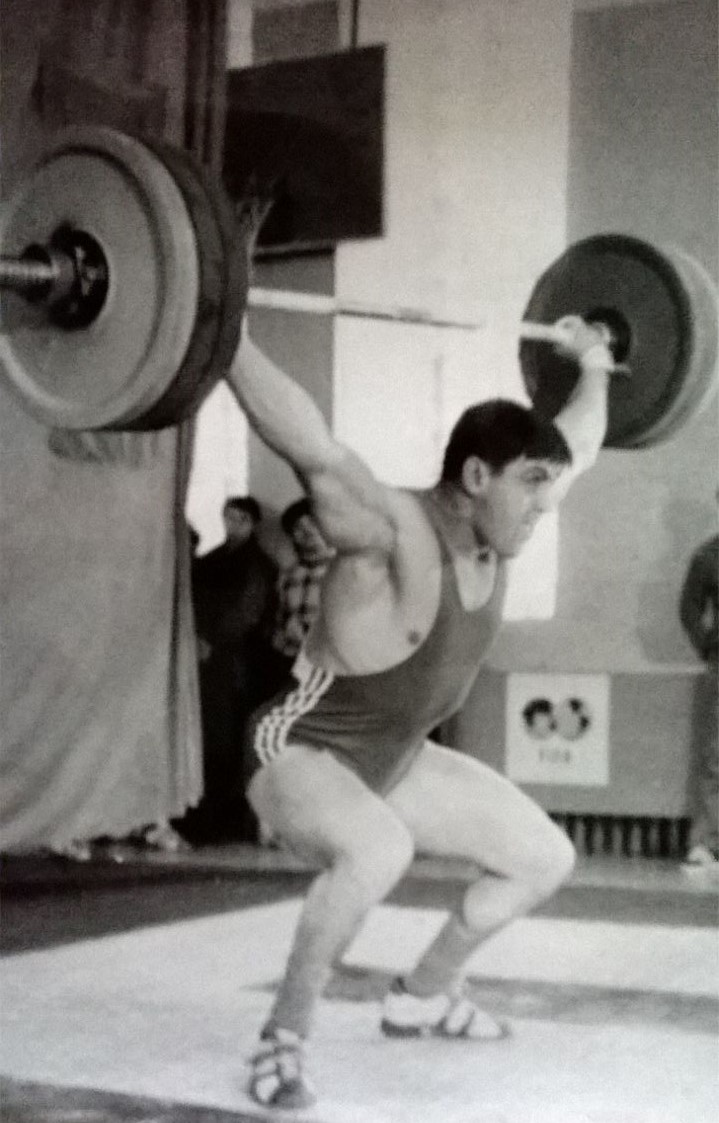
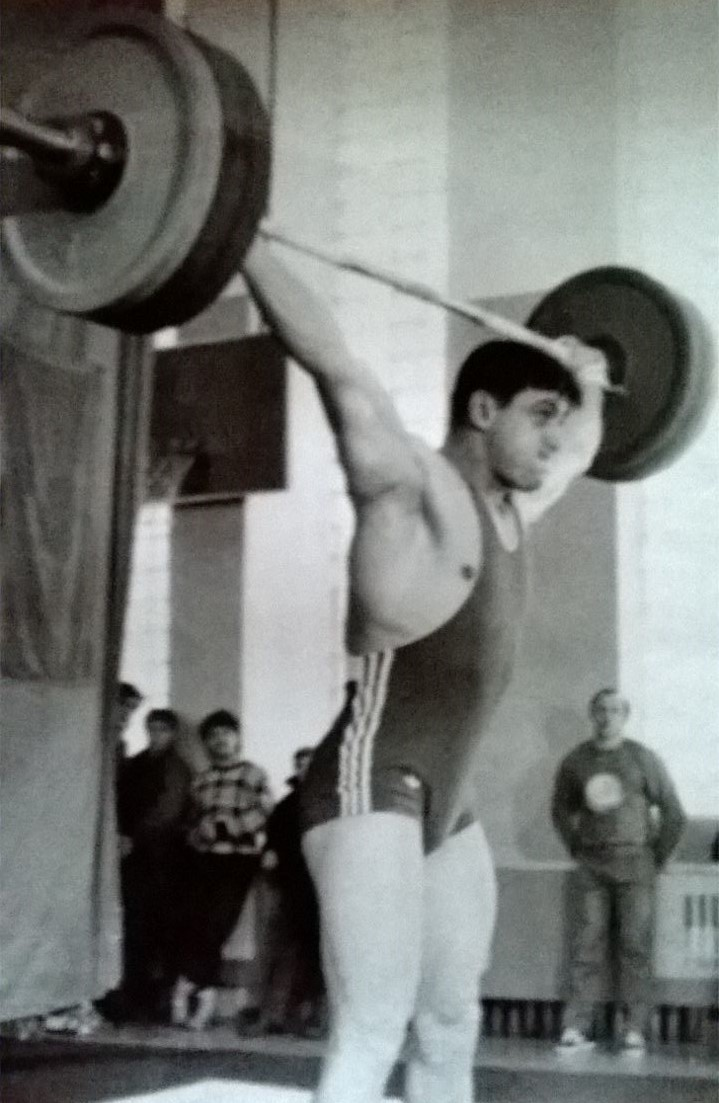
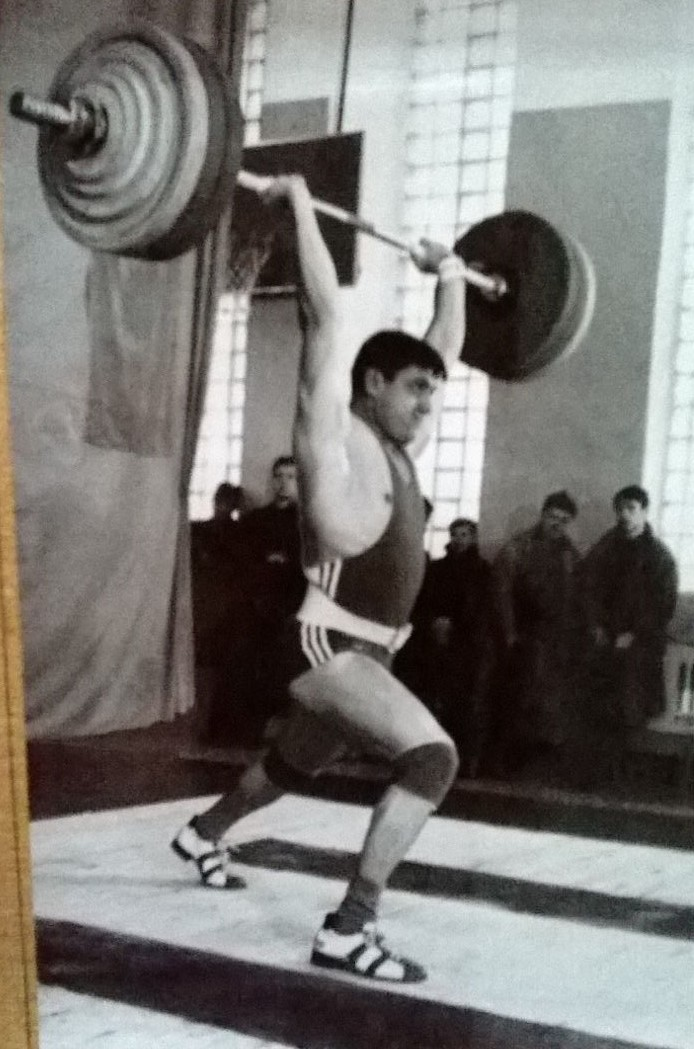
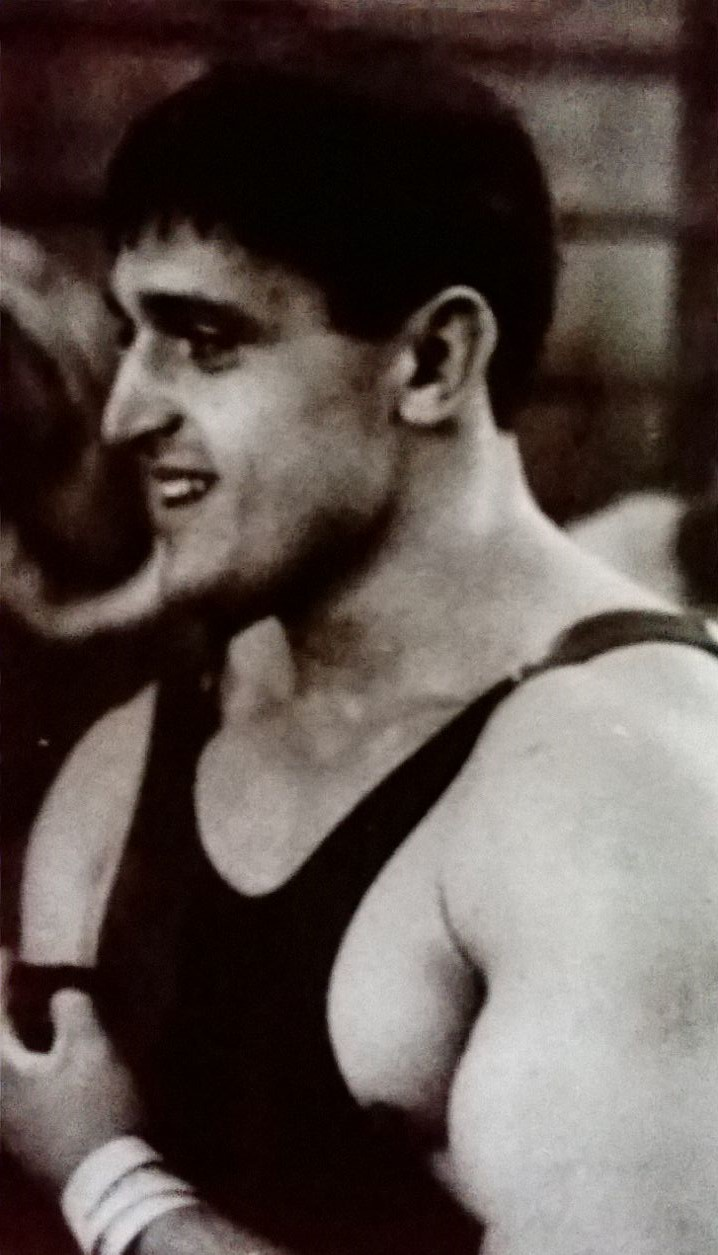